# ポントカサステ水路橋と運河
座標: 北緯52度58分14秒 西経3度5分16秒 / 北緯52.97056度 西経3.08778度
ポントカサステ水路橋と運河（ポントカサステすいろきょうとうんが、英語: Pontcysyllte Aqueduct and Canal、ウェールズ語: Traphont Ddŵr Pontcysyllte）はイギリス・ウェールズの北東、レクサム郡にあるトレヴァーの村とフロンカサステ (Froncysyllte) の村との間で、ディー川の上に架かる航行可能な水道橋および運河である。ランゴレン運河 (Llangollen Canal) の一部にあたる。水道橋は1805年に完成し、英国でもっとも長く、もっとも高い。英国の文化財（グレードI）に指定され、また世界遺産に登録された建造物でもある。水道橋は毎年のべ10,000艘以上の運河船（ナローボート）が航行し、また25,000人以上の歩行者が渡る英国最大のものである。

## 歴史
トーマス・テルフォード (Thomas Telford) とウィリアム・ジェソップ (William Jessop) によって築かれたこの水道橋は、長さ 307 m (1,007 ft) 、幅 3.4 m (11 ft) と深さ 1.60 m (5.25 ft) の規模を有する。主たる構造は、内部が空洞の石造り橋脚19本と、その上に架けられた鋳鉄製のトラフ（溝形の部材）からなっており、トラフはアーチリブ（アーチ形の構造部材）を介して橋脚によって支えられる。トラフは高さ 38 m (126 ft) の位置にあり、その支間（各橋脚の間隔）は 16 m (53 ft) である。多くの人々はこの水道橋の完成に懐疑的であったが、テルフォードは以前に少なくとも一つの水道橋を築いた経験を有しており、彼には自信があった（野原の中にあるシュローズベリー運河 (Shrewsbury Canal) のロングドン・オン・ターン水道橋 (Longdon-on-Tern aqueduct) は、1944年に放棄されている）。
モルタルは石灰と水、牛血を混ぜたものが用いられ、鋳鉄は近くのプラス・カイナストン鋳造所で製造された。同鋳造所はこの橋のために建てられたと言われる。水路となるトラフはフランジ付きの鋳鉄製鉄板をボルト止めにし、継ぎ目にはウェールズ製フランネルおよび白鉛と、ボーリングで発生した鉄の粒子を混ぜたコーキング剤を詰めて水漏れしないようにして作られた。鉄板は長方形ではなく、伝統的な石積みアーチを彷彿とさせる形状をしており、下方のアーチリブに形状を合わせている（#ギャラリーの「運河船が水路橋を通り抜ける」画像を参照のこと）。1径間につき4つあるアーチリブは鋳鉄でできており、外側に羽目板を貼って内部が見えないようにしている。トラフはアーチリブに直接固定されていないが、トラフの底板には突起が鋳造されており、これをアーチリブに取り付けて動かないようしている。水漏れしないかを確認するため、水を入れた状態で6か月間置かれた。
当初エルズミーア運河 (Ellesmere Canal) と呼ばれたものの一部であり、一流の土木技師であるトーマス・テルフォードが手がけた最初の主要な土木工事のひとつである。現場監督はより経験豊かな運河建築技師であるウィリアム・ジェソップが担当した。鉄はシュローズベリーと近くのケヴンマウルでウィリアム・ハゼルダイン (William Hazledine) の鋳造所から供給された。水路橋は1805年に供用が開始された。総工費47,000ポンドで設計・建築におよそ10年を要した。
片側にある船曳き道は水路に張り出して設けられていて、航行するナローボートの脇を水が通るスペースを生んでいる。このことによってボートは水流に妨げられることなく容易に水路を航行することが可能になっている。かつては船を曳く人や馬の通り道であったこの船曳き道は現在は歩行者のための歩道として使われているが、欄干によって保護されているので安全に通行できる。一方、水路側の端には建築当初から欄干はない。水路のへりは水面から15センチの高さしかないのでナローボートの舷側よりも下になり、船の上にいる人からは水路のへりが見えないというスリルある構造になっている。ここよりも規模はかなり小さいが、類似した構造の事例としてコスグローヴ水道橋(Cosgrove aqueduct)がある。
水路橋の維持・管理の目的で下を流れるディー川に運河の水を排水することがあり、そのための排水栓が存在する。排水時には 150万 L の水が滝のようにディー川に注がれ、これを見物する人も多く集まる。

## 世界遺産
水路橋と周辺地域は、1999年にユネスコ世界遺産の候補地として暫定リストに加えられた。
2005年には、水道橋は建築200年の節目の年として記念の催しが行われた。
2008年にはイギリス政府より推薦書が提出され、同年10月にポントカサステ水路橋を含む主要な運河の範囲にユネスコからの評価担当者が派遣され、物件管理と真正性が分析・確認された。2009年の第33回世界遺産委員会で審議され、6月27日に世界遺産に正式登録された。

### 登録基準
この世界遺産は世界遺産登録基準のうち、以下の条件を満たし、登録された（以下の基準は世界遺産センター公表の登録基準からの翻訳、引用である）。
- (1) 人類の創造的才能を表現する傑作。
- (2) ある期間を通じてまたはある文化圏において、建築、技術、記念碑的芸術、都市計画、景観デザインの発展に関し、人類の価値の重要な交流を示すもの。
- (4) 人類の歴史上重要な時代を例証する建築様式、建築物群、技術の集積または景観の優れた例。

## ギャラリー

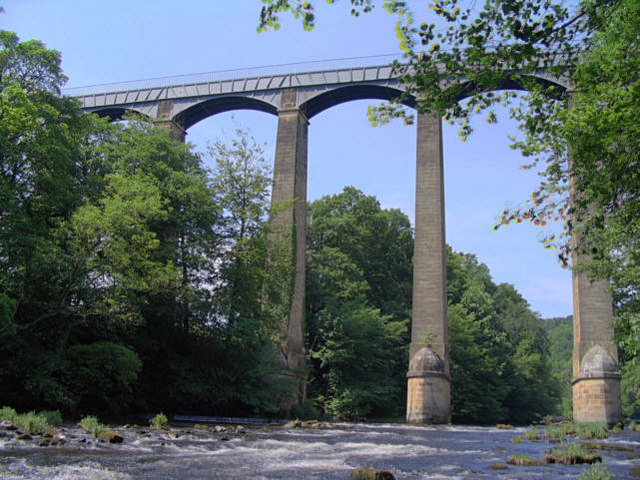
ポントカサステ水路橋の下をディー川が流れる。
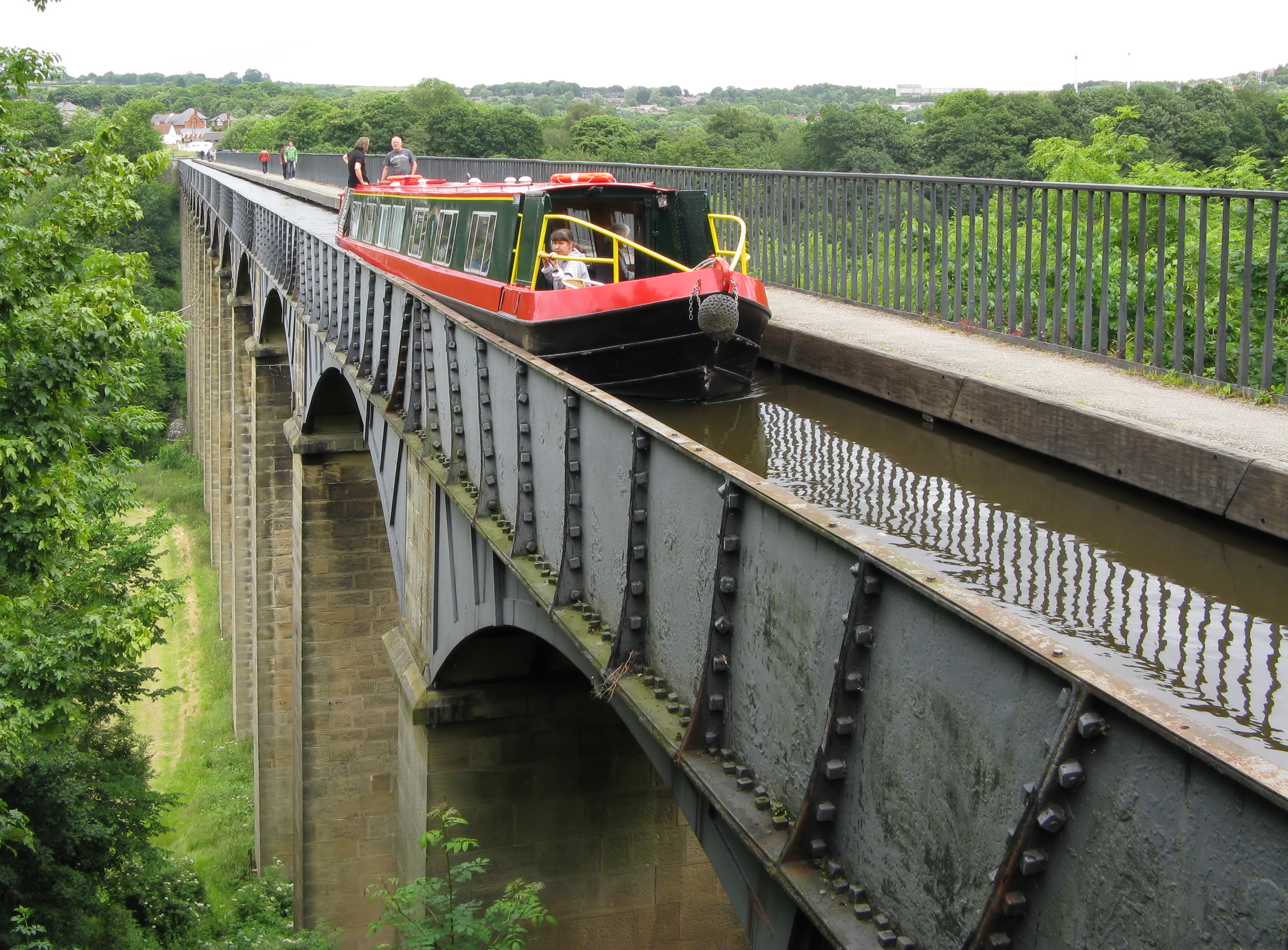
運河船が水路橋を通り抜ける。
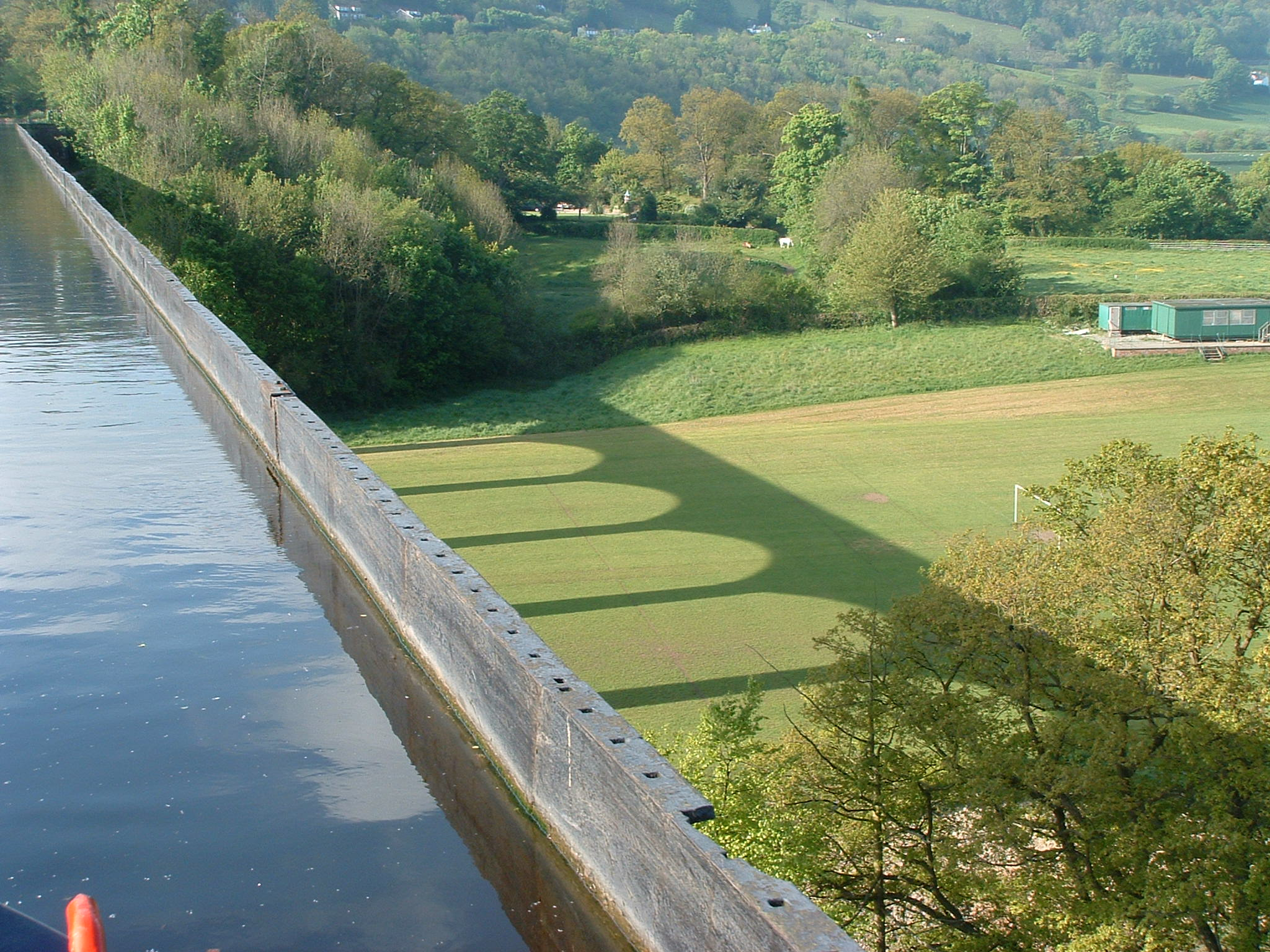
水路橋からのディー渓谷の眺め